# Фабрика вагона у Краљеву
Фабрика вагона била је предузеће са седиштем у Краљеву. Са радом је почела 1. априла 1936. године под називом Железничка радионица. Током Другог светског рата фабрика је претрпела знатна оштећења, али је највећи ударац представљало стрељање великог броја њених радника током немачке одмазде у октобру 1941. године. Након рата име фабрике је промењено у Фабрика вагона и њен рад је обновљен. Фабрика тада доживљава свој врхунац, а своју робу је пласирала и на многа светска тржишта. Економске санкције деведесетих година су отежале пословање Фабрике вагона. Она је приватизована 2006. године, али ова приватизација није успела и Фабрика је 10 година касније отишла у стечај. Фабрику вагона је 2022. године откупио конзорцијум београдске компаније Нелт и чачанског Првог маја по почетној цени од 498,6 милиона динара.

## Железничка радионица
Након Првог светског рата Србија је на име ратних репарација у Немачкој наручила једну комплетну радионицу која би била намењена за одржавање шинских возила и израду локомотива. Први делови ове радионице почели су да пристижу исте године, али су машине пристигле тек 1925. Ова радионица је требало да буде отворена у Краљеву, али како у то време још није постојала пруга која би од Крагујевца ишла ка Краљеву и даље према југу, сва потребна опрема је морала бити ускладиштена у Нишу. Године 1929. у Нишу је подигнута хала за монтирање машина и уређаја, а настављени су и радови на градњи пруге.
Радови на Железничкој радионици у Краљеву убрзани су током 1935. године. Тада је подигнута и привремена електрична централа и довршена је хала за оправку и израду нових локомотива. Железничка радионица је отпочела са радом 1. априла 1936. године. У годинама непосредно пред избијање Другог светског рата у њој је радило око 800 радника и службеника, међу којима је било и 14 инжењера и 10 техничара. Добри услови рада привлачили су раднике из свих крајева Југославије, као и руску емиграцију. Такође, размењиван је и стручни кадар са другим железничким службама у Марибору, Загребу, Славонском Броду, Суботици, Смедереву, Зрењанину, Сарајеву. На годишњем нивоу Железничка радионица је поправљала око 5000 путничких и теретних вагона. Тада је полако започињала и производња нових локомотива и вагона. Пре рата произведено је 10 теретних вагона за нормални саобраћај и 100 теретних вагона за узани колосек. Рад Железничке радионице на производњи новог контигента од 100 теретних вагона за нормални колосек прекинуло је избијање Другог светског рата.

### Страдање радника Железничке радионице током Другог светског рата
Железнички чвор у Краљеву и Железничка радионица су имали велики значај за немачке окупационе власти. Немци су настојали да у првим месецима рата што пре покрену производњу у Железничкој радионици за своје потребе. Са друге стране, око 40 радника је напустило Краљево у првим месецима окупације и прикључило се партизанском одреду Јово Курсула, који је био формиран на планини Гоч. Један од ових радника био је и Живан Маричић, који је касније постао командант Четвртог краљевачког батаљона и проглашен је за народног хероја. 
Током августа 1941. године радници су почели да извлаче оружје и муницију из круга Железничке радионице и да их достављају овом одреду. Када је почетком октобра дошло до борби око Краљева, током којих су партизани и припадници ЈВуО покушавали да ослободе Краљево, у граду су отпочела хапшења талаца, међу којима су били и железничари. Таоци су били затворени у локомотивску халу Железничке радионице. Током масовног стрељања талаца од 15. до 20. октобра 1941. године, Немци су стрељали и 333 радника Железничке радионице. Радници у Железничкој радионици и у осталим службама на железници чинили су 31% стрељаних.
Последице немачке одмазде су се одразиле на раднике и даљи рад Железничке радионице. У извештају послатом Генералној дирекцији српских државних железница 13. новембра 1941. године јављено је да су радници на ивици моћи због трауме коју је изазвало масовно стрељање њихових колега и суграђана, као и због несташице хране. Током наредне, 1942. године, Радионица је била опустошена, након што су Немци одвезли више од 100 потпуно исправних парних локомотива, а локомотивску халу су демонтирали и преселили у Винер Нојштат, градић недалеко од Беча. Ова хала се тамо налази и данас, а дуго након рата је међу локалним становништвом била позната као Српска хала.
Железничка радионица је наставила да ради, али са смањеним капацитетима. Током савезничког бомбардовања Краљева 1944. године Радионица је била знатно оштећена пошто се сматрало да ради за немачке војне потребе. Приликом повлачења немачких трупа из Краљева исте године, немачки техничари су минирали читав фабрички круг. Ипак, захваљујући храбрости неколико радника спречено је потпуно уништење Железничке радионице. Због ових оштећења у просторијама Железничке радионице није било могуће наставити производњу након завршетка рата.

## Фабрика вагона
Дана 30. новембра 1944. године, свега један дан по ослобођењу града, велики број Краљевчана се организовао и започео са рашчишћавањем рушевина и оспособљавањем Радионице за производњу. Истовремено се радило и на обнови пруге и монтажи уништених мостова. Током прославе Првог маја 1946. године радници ове Радионице су поклонили прву оспособљену локомотиву са композицијом теретних вагона, што је означило почетак послератне производње. Наредне, 1947. године, име Железничке радионице је промењено у Фабрика вагона. Исте године је изграђена и прва ливница. Први петогодишњи план из 1947. је предвидео да Фабрика вагона има годишњу производњу од 5000 вагона. Ипак, због сукоба са Информбироом и економске блокаде 1948. године, овај циљ није могао бити остварен.
У наредном периоду Фабрика вагона почиње да се убрзано развија и постаје једно од водећих предузећа у Југославији у својој грани индустрије. Године 1949. почела је израда првих опруга за вагоне сопствене производње, а 3 године касније почиње и производња опреме за потребе процесне индустрије. Увођење нових технологија и проширивање асортимана производа омогућило је Фабрици да започне и са извозом својих производа у иностранство. Први вагони су били извезени у Турску 1953. године, а у наредним годинама производи ове фабрике су извођени и у Уједињене Арапске Емирате, Мјанмар, Мађарску, Западну и Источну Немачку, Аустрију, Италију, Пољску, Чехословачку, Холандију, Бразил и низ других земаља. Такође, велике југословенске фабрике, попут крагујевачке Заставе и ФАП из Прибоја постају искључиво купци производа Фабрике вагона. Ова фабрика није радила само за потребе домаће, већ и за потребе италијанске и пољске аутоиндустрије.  Почела је и производња резервоарског простора за потребе хемијске и процесне индустрије. Да би могла да испрати овакво ширење асортимана својих производа , Фабрика вагона је основала, поред постојећег Бироа за пројектовање вагона, бирое за пројектовање производа нових програма.
Током шездесетих година формирано је Прототипско одељење, које је истраживало и испитивало модерне вагонске конструкције у сарадњи са научним институтима. Касније су основани и Опитни центар и Истраживачко-развојни центар. Године 1960. отворен је Погон опруга, иако су прве опруге направљене још четрдесетих година. Од 1963. до 1967. радило се на отварању Погона за производњу индустријске опреме, који је располагао сопственом Техничком припремом и Бироом за пројектовање процесне опреме. Од 1970. године Фабрика вагона је преузела и индустријско предузеће Метал, некадашњу краљевачку ливницу, чиме је Фабрика отворила и Погон ливнице. Три године касније, након преузимања предузећа Механика, почиње и производња индустријске пластике, вентилатора, клема и грејача за моторна возила. Кроз сарадњу са европским фирмама Фабрика започиње и производњу прикључних и привредних возила и контејнера. Фабрика вагона је такође била задужена за израду и монтирање челичних конструкција за хале Техногаса, Железаре Смедерево, Железаре Зеница, затим конструкције за резервоарски простор ТЕ Обреновац, као и складишта за течни гас. У склопу Фабрике постојала је и Алатница, погон за израду и одржавање алата.
Од 1971. године, у сарадњи са италијанском фирмом Calabrese почиње производња првих возила, која су извожена и у европске, азијске и афричке земље. Фабрика је на свом врхунцу производила: све врсте теретних вагона, све врсте специјалних вагона, прикључна друмска возила, надоградњу привредних возила, дампере, комунална возила, возила за опслуживање авиона (које је користио и ЈАТ), резервоарске просторе свих врста, све врсте металних конструкција, водоторњеве, опруге за аутобомилску и шинску индустрију, грејаче, клима уређаје и делове од пластике за индустрију. Вагони су до средине осамдесетих чинили око 40% производње Фабрике вагона, а она је располагала капацитетима за самостално пројектовање, конструкцију и испитивање својих производа. У то време око 50% производа Фабрике вагона је извожено на страна тржишта, а остатак је подмиривао потребе југословенске привреде. Разлог за постепену преоријентацију Фабрике са производње вагона на друге производе је била нестабилност тржишта. Стога се Фабрика вагона још почетком седамдесетих година окренула производњи контејнера и специјалних шинских и друмских возила.
На расписаном референдуму о интеграцији 12. фебруара 1970. године радници Фабрике вагона, Индустрије 14. октобар у Крушевцу и Машинске индустрије МИН у Нишу изјаснили су се за удруживање у групацију, која је постала једна од највећих у земљи. Здружено предузеће Машиноградња (МАГ) увећано је наредне године, када су му приступили Победа из Новог Сада и Фаграм из Смедерева. МАГ је био 27. на ранг листи 100 највећих предузећа у Југославији. Захваљујући ширењу своје производње и интеграцији са другим предузећима, Фабрика вагона је 1971. године учествовала у оствареном националном дохотку индустрије Краљева са чак 28,7%. Године 1976. Фабрику вагона је одликована Указом Јосипа Броза Тита Орденом рада са црвеном заставом, који се додељивао за нарочите заслуге у привреди и рад од посебног значаја за напредак земље

## Истраживачки рад у Фабрици вагона
Почетак истраживачког рада је означило формирање Прототипног одељења 1960. године. Ово одељење је радило на изради прототипова нових теретних вагона и на њиховом делимичном испитивању. Улагање у савременију опрему омогућило је даљи развој истраживачког рада. Основан је посебан Истраживачко-развојни центар, који је имао три одсека: Развој програма и производа, Развој технологија и Инвестиције. Истраживачко-развојни центар је имао сарадњу са научним институтима и факултетима у Југославији и иностранству. У Опитном центру су вршена испитивања у статичким, динамичким и експлоатационом условима, а добијени подаци су коришћени у даљој изради фабричких производа. Почетком осамдесетих година истраживане су и могућности употребе информационих технологија.

## Радници
Раднички савет Фабрике вагона формиран је 14. фебруара 1950. године, што ову фабрику сврстава у једну од првих у Југославији у којој је примењено радничко самоуправљање. Године 1986, у којој је Фабрика вагона обележавала пола века свог постојања, она је запошљавала 4200 радника, од којих је преко три четвртине било квалификовано или високо квалификовано. Године 1960. формиран је и Центар за образовање кадрова, а исте године Фабрика вагона је формирала одељење Машинског факултета из Београда за ванредно студирање у двогодишњем трајању. За потребе радника након рата је изграђено око 1200 станова. Синдикати су за раднике организовали бесплатне седмодневне годишње одмора, а захваљујући братимљењу Фабрике вагона са пољском фабриком Застал из Зелене Горе, радници су могли одмор провести и у Пољској. Фабрика је организовала и радничку мензу. За потребе здравствене заштите радника основана је амбуланта у кругу фабрике. Године 1946. радници су организовали своје културно-уметничко друштво. Радници су основали и своје спортско друштво, које је учествовало на такмичењима у Југославији, пре свега на радничким спортским играма.

## Криза и приватизација
Распад Југославије и економске санкције су тешко погодиле Фабрику вагона. Изгубљена су бројна тржишта, производња је пала, а плате су почеле да касне. Велики број стручњака је напустио Фабрику, која је током деведесетих и почетком двехиљадитих година преживљавала углавном захваљујући ремонту старих вагона. Украјинска фирма Азов импекс је 2006. године постала власник Фабрике вагона и скоро 50 хектара земљишта, купивши фабрички комплекс за 200.000 евра, уз обавезу да ће измирити дугове који су износили 7,5 милиона евра. Нови власник је требало да уложи и 6,4 милиона евра у производњу, као и 220.000 евра на име измирења дуга према радницима. Овај уговор о приватизацији је раскинут 2010. године због тога што нови власници нису испунили обавезе. Овоме су претходили и вишемесечни штрајкови радника због недостатка посла и кашњења плата. Фабрика вагона је отишла у стечај 2016. године. Покретну имовину Фабрике вагона откупило је предузеће МИР Тољевац из Варварина, а покретну имовину компанија Овчар-Каблар тековине из Београда. Две године касније, 2022. године, Фабрику вагона је купио конзорцијум београдске компаније Нелт (која је 4 године раније купила Фабрику електротермичких производа краљевачког Магнохрома) и чачанског Првог маја по почетној цени од 498,6 милиона динара. За сада није познато које планове нови власници имају са овом локацијом.

## Галерија
- Фабрика вагона 1936. године
- Теретна колица у Железничкој радионици око 1940. године
- Обрада колских точкова у Железничкој радионици